# Big Bay State Park
Der Big Bay State Park liegt auf Madeline Island, der größten Insel der Apostle Islands, im Oberen See. Der Park und die Insel gehören verwaltungstechnisch zum Ashland County im US-Bundesstaat Wisconsin.
Der Park ist das ganze Jahr über von 6 bis 23 Uhr geöffnet. Zwischen April und Dezember kann La Pointe auf Madeline Island per 25-minütiger Fährfahrt von dem am Festland gelegenen Bayfield aus erreicht werden. Der State Park besitzt Picknickplätze, einen Campingplatz, einen 2,4 km langen Strand, einen 2 km langen Boardwalk sowie mehr als 10 Kilometer an Wander- und Spazierwegen.

## Geologie
Die Apostle Islands entstanden vor mehr als 600 Millionen Jahren, als sich Sedimente im Oberen See absetzten. Vor 100.000 bis vor 15.000 Jahren war Madeleine Island von Gletschern bedeckt.

## Wanderwege
Im State Park gibt es vier Wanderwege:
| Name               | Länge in km | Beschreibung                                                                            |
| ------------------ | ----------- | --------------------------------------------------------------------------------------- |
| Boardwalk          | 0,8         | leichter Wanderweg durch Kiefernwälder                                                  |
| Lagoon Ridge Trail | 4,2         | Wanderweg um die Lagune                                                                 |
| Bay View Trail     | 2,0         | Wanderweg entlang der Küste                                                             |
| Point Trail        | 2,7         | Wanderweg entlang der Küste und durch den Wald mit dem Cut-Across Trail (Naturlehrpfad) |